# Dimos Amyntaio
Dimos Amyntaio (Amyntaio) är en kommun i Grekland.   Den ligger i prefekturen Nomós Florínis och regionen Västra Makedonien, i den norra delen av landet, 300 km nordväst om huvudstaden Aten. Antalet invånare är 18 357.